# アウステルリッツ (小説)
アウステルリッツ（AUSTERLITZ）はW・G・ゼーバルトによる小説。
「私」が旅先で偶然出会った建築史家・アウステルリッツから、彼の波乱に満ちた生涯を聞く、という形式。他のゼーバルトの作品と同様、写真やイラストが文章の説明ではなく、しかし引き離すことの出来ないものとして文章に寄り添っている。
2001年刊行。日本語訳は2003年、鈴木仁子訳で白水社から刊行。ISBN 4560047677

## あらすじ
1960年代後半、私はアントワープ中央駅で駅や要塞、裁判所などの建築に興味を持つアウステルリッツという男に出会う。それ以後、ヨーロッパの色々なところで偶然にアウステルリッツと私は出会い、19世紀から20世紀の暴力と権力の歴史を語る。

## 備考
ゼーバルトは数人の人物に取材などを行い、アウステルリッツという虚構の人物を作り上げたが、近代建築を通して現代を見る視線や、かつてのフランス国立図書館の閲覧室を愛していた点など、ヴァルター・ベンヤミンもモデルになっていると思われる。また、世代で言うと、アウステルリッツの実父、マクシミリアンに近い。